# Сагуны (слобода)
Сагуны — слобода в Подгоренском районе Воронежской области. Административный центр Сагуновского сельского поселения.

## География
Расположено в 21 км к северо-востоку от районного центра.

## Население
| 1859 | 1897  | 2010  |
| ---- | ----- | ----- |
| 2899 | ↗4201 | ↘1161 |

### Известные жители
В XIX веке настоятелем местной церкви был отец Иван; два его сына Орест и Василий стали докторами наук и внесли заметный вклад в становлении медицины в Российской империи.
В слободе проживал почётный житель Подгоренского района Василий Петрович Хайленко.